# Arboreto di Entrebin
L'Arboreto di Entrebin (pron. fr. AFI: [ɑ̃tʁəbɛ̃] - in francese Arboretum d'Entrebin o Parc d'Entrebin), denominato ufficialmente Lo Parque d'Euntrebeun (in patois valdostano), è un piccolo bosco di Aosta, sito nella località collinare di Entrebin, ad un'altitudine di 971 metri s.l.m.
L'arboreto ha acquisito nel tempo una certa notorietà turistica anche al di fuori della regione, in particolare come luogo per poter osservare il fogliame autunnale. Il Touring Club Italiano ne fa rilevare la affascinante qualità cromatica, grazie al giallo di frassini ed olmi e all’arancio dei castagni.

## Descrizione
Situato nella località collinare omonima, l'arboreto di Entrebin divenne proprietà del comune di Aosta a partire dal 1929, anno in cui l'area venne espropriata per ragioni di pubblico interesse, con l'obiettivo di captare le sorgenti e sfruttarle per l'acquedotto comunale. Sede tra gli anni '30 e gli anni '70 dell'annuale Festa degli Alberi, ciò ha permesso costanti piantumazioni nell'area tali da causare una densità arborea eccessiva a scapito dell'accrescimento corretto delle piante.
A partire dal 1999, è stata condotta un'importante opera di recupero del bosco, tenendo in considerazione la caratteristiche agronomiche delle piante presenti. La messa a dimora sta procedendo tuttora con l'obiettivo di arrivare ad ospitare oltre duecento specie vegetali. Di particolare interesse botanico è anche la rocciera che accoglie numerose specie da giardino roccioso.
Al suo interno sono presenti anche una piccola cappella, ristrutturata dal locale gruppo alpino, nonché due abitazioni ormai in avanzato stato di degrado. Inoltre, grazie all'installazione di un impianto di illuminazione lungo i principali percorsi, il parco è fruibile anche nelle ore più buie.

### Alberi presenti
In quest’area si trovano molte varietà di alberi, sia autoctone sia esotiche: abeti rossi, larici, pini silvestri, pini neri, douglas, cedri, ciliegi, frassini, olmi, aceri di monte, tigli, querce, noci, betulle, pioppi, castagni, sambuchi neri, peri e meli selvatici.